# A 13-as (film, 2010)
A 13-as (eredeti cím: 13) 2010-es amerikai film Géla Babluani rendezésében, mely a rendező korábbi, azonos című 2005-ös filmjének remake-je. A főszerepet Sam Riley, Ray Winstone, Curtis Jackson, Mickey Rourke és Jason Statham alakítja.

## Cselekmény
|  | Alább a cselekmény részletei következnek! |

Vincent "Vince" Ferro meghallja, ahogy az emberek egy halott férfiról beszélnek, aki egy jól fizető munkát kezdett volna el. Mivel Ferro-nak szüksége van pénzre, ellopja a borítékot, amiben a munkával kapcsolatos utasítások vannak. Megérkezik egy elzárt helyen lévő eseményre. Arra utasítják, hogy vetkőzzön le, a cipő sarkait pedig levágják, megfigyelő berendezések után kutatva. A szervezők felveszik a munkára, a halott férfi helyett. Az lesz a feladata, hogy részt vegyen egy sorozatos orosz rulett játékban. Számtalan résztvevő van, akiket számokkal azonosítanak be. Minden egyes körben, a játékosoknak pörgetniük kell a revolverük hengerét, és lőni egyet, amikor egy különleges villanykörte fénye felvillan. A tevékenységet gazdag megfigyelők szórakoztatására tartják, az egyik ilyen gazdag embert Jasper Baggesnek hívják, aki mindig a túlélőre fogad. Bagges a testvérére, Ronaldra fogad, akit az elmegyógyintézetből szállítottak ide.
Az első körben minden résztvevő játékos kap egy golyót a revolverébe, aztán körbe kell állniuk, és mindegyiküknek a vele szemben lévő férfira kell céloznia. Ferro próbál visszalépni, de nem engedik neki. Mint a 13-as, túléli az első kört és tüzel a fegyverével, miután halállal megfenyegetik, ha nem csinálja, amit kell. A második fordulót, ahol két golyót raknak minden fegyverbe, Ferro csak azért éli túl, mert a mögötte lévő embert lelövik, mielőtt ő tüzelni tudott volna. A harmadik körben, 3 golyóval a tárban, Ferro ismét megússza, négy másik emberrel együtt. Ferro két találomra kiválasztott túlélő egyike, akinek majd párbajoznia kell. A három másik ember számára véget ért a játék, és egy nagy adag pénzzel távoznak. Egyikük Patrick Jefferson, akit egy börtönből hoztak ide a játék miatt. Mivel börtönbüntetését még nem töltötte le, meglepi, hogy szabadon távozhat. Az egyik dolgozó, Jimmy kíséri ki őt, aki aztán megpróbálja megölni, miközben átöltözik, de közbelép egy másik, a játékon részt vett férfi, és megakadályozza, hogy megfojtsa hátulról.
Kevés esélye ellenére Ferro megnyeri a játékot és egy még nagyobb kupac pénzt szed össze. Összegyűjti a nyereményeit, elmenekül a kastélyból, és egy vonatállomásra érkezik. Amikor észreveszi a rendőrséget, elteszi a nyereményeit egy kukába. Miután a rendőrök kifaggatták, visszaszerzi a pénzt, és elküldi a családjának postán, majd vesz egy játékot a húga születésnapjára. Azonban hazafelé menet Jasper megöli, részben bosszú miatt, amiért Vince megölte Ronaldot, részben pedig azért, hogy ellopja a pénzt, mivel azt hiszi, hogy az még mindig Ferrónál van. Jasper elmenekül a pénzes táskával, nem tudván, hogy az csak a megvett játékot tartalmazza.
|  | Itt a vége a cselekmény részletezésének! |

## Szereplők
- Sam Riley – Vincent "Vince" Ferro (Gáspár András)
- Ray Winstone – Ronald Lynn Bagges (Faragó András)
- Curtis Jackson (50 Cent) – Jimmy (Élő Balázs)
- Mickey Rourke – Patrick Jefferson (Sinkovits-Vitay András)
- Jason Statham – Jasper Bagges (Epres Attila)
- David Zayas – Larry Mullane nyomozó (Imre István)
- Emmanuelle Chriqui – Aileen (Vámos Mónika)
- Michael Shannon – Henry (Holl Nándor)
- Ben Gazzara – Schlondorff (Versényi László)
- Alexander Skarsgard – Jack (Kisfalusi Lehel)
- Gaby Hoffmann – Clara Ferro (Szabó Gertrúd)
- Michael Berry, Jr. – William (Szabó Endre)
- John Bedford Lloyd – Mark (Dézsy Szabó Gábor)
- Alan Davidson – Drizer (Katona Zoltán)
- Ronald Guttman – Joe (Rosta Sándor)

## Filmkészítés
A forgatás 2008. november 17-e környékén kezdődött New Yorkban.

## Fogadtatás
A 13-as című film negatív értékeléseket kapott a kritikusoktól. A Rotten Tomatoes kimondta, hogy csak 1 pozitív értékelés volt a 13-ból, az átlagos osztályzata 2,9 / 5.
A New York Times filmkritikusa, Stephen Holden szerint a film „lármás, rossz rajzfilm”. V.A. Musetto a New York Posttól azért kritizálta a filmet, mert színes helyett lehetett volna fekete-fehér, valamint a szereplők háttértörténetei miatt, mivel azok „csak arra szolgálnak, hogy lelassítsák a film menetét.” A The Hollywood Reporter szerint Géla Babluani francia debütálásának angol nyelvű átdolgozása elveszíti a forrás titokzatos homályát.